# کشتار جانوران

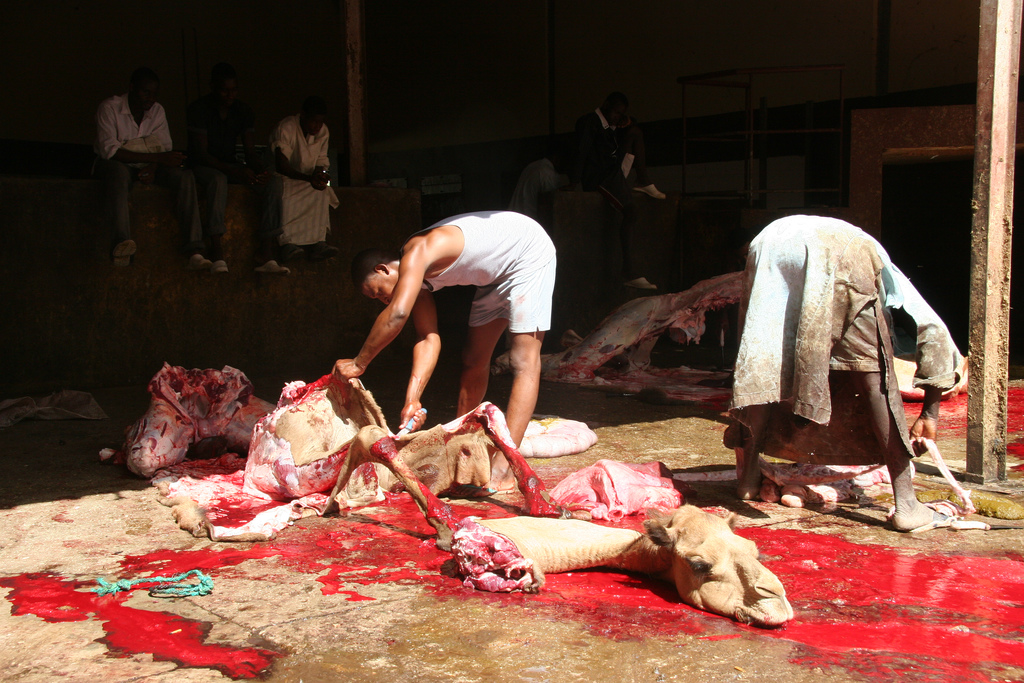
ذبح شتر در موریتانی

کشتار جانوران ترکیبی است که برای توصیف سلاخی، کشتن، یا قصابی جانوران برای منظورهایی از جمله تهیه غذا به کار می‌رود. این ترکیب اغلب برای اشاره به کشتار جانوران اهلی خوراکی به کار می‌رود. به مکانی که ویژه کشتار باشد، «کشتارگاه» یا «سلاخ‌خانه» می‌گویند.
بیشتر جانورانی که در کشتارگاه‌ها کشته می‌شوند را گاو، گوسفند، گاومیش، بز، خوک، شتر و ماکیانی چون مرغ، بوقلمون، اردک، شترمرغ، بلدرچین، کبک تشکیل می‌دهند. ماهیان نیز در صنعت آبزی‌پروری به تعداد فراوان صید می‌شوند.

## روش‌ها و قانون‌های گوناگون کشتار

### روش‌های مذهبی
آیین کشتار جانوران برای تولید مواد غذایی نیز به کار گرفته می‌شود. دو روش عمده مذهبی در جهان در این زمینه عبارتند از:
- ذبح - قانون اسلامی دربارهٔ کشتار جانوران حلال گوشت
- شحیطه - قانون آیین یهود دربارهٔ روش کشتن جانوران (همچنین ببینید: کوشر)

### ایالات متحده
وزارت کشاورزی ایالات متحده آمریکا مسؤول ارائه قانون دربارهٔ چگونگی کشتار جانوران در ایالات متحده است. در آمریکا جانوران به چهار روش «گاز دی‌اکسید کربن» و «تفنگ بادی فشار بالا» و «شلیک گلوله» و «گذر دادن جریان قوی برق» بی‌حس و سپس کشتار می‌شوند.

### ایران
در ایران به دلیل قوانین اسلامی، ذبح روش اصلی کشتار است و خوک به کشتارگاه فرستاده نمی‌شود.
در ایران، گاو و گوساله (معمولا) و انواع پرندگان به روش «گذر دادن جریان قوی برق» بی‌حس و سپس کشتار می‌شوند.
برخی از متخصصین اعتقاد دارند در روش ذبح اسلامی و کوشر به علت قطع عروق گردن (ورید و شریان) و خروج سریع خون از ناحیه سر در کسری از ثانیه مغز دچار هایپوکسی و بی‌حسی کامل می‌گردد و لذا از روش‌های رایج بی‌حسی با تپانچه، جریان برق، اتاق گاز و غیره انسانی تر بوده و آسیب و درد کمتری به حیوان وارد می‌نماید.
طبق قانون، کشتار در معابر همگانی و هر مکانی خارج از نظارت سازمان دامپزشکی ایران ممنوع است؛ البته در مناسبت‌های مذهبی مانند عید قربان و محرم معمولاً کشتارهایی در خارج از کشتارگاه‌ها انجام می‌گیرد و با این قانون عملاً بصورت توصیه ای برخورد می‌شود